# Storia degli Stati Uniti d'America (1988-presente)

## L'amministrazione di George H. W. Bush

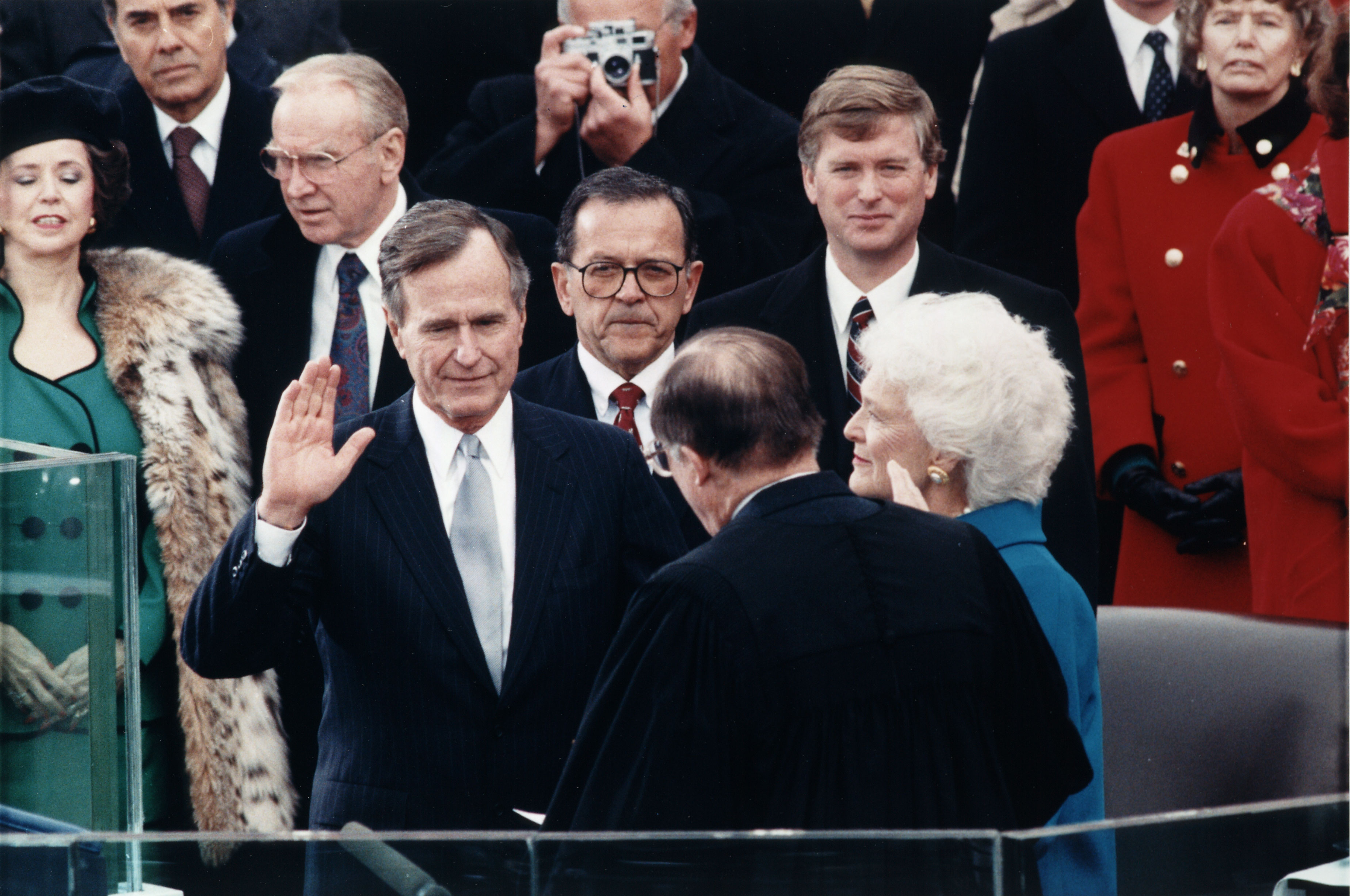
George H. W. Bush durante la cerimonia d'insediamento

Il repubblicano George H. W. Bush, già vicepresidente di Ronald Reagan, vinse le elezioni presidenziali del 1988, battendo lo sfidante democratico Michael Dukakis, governatore del Massachusetts.

### La fine del comunismo
Durante la Guerra Fredda, la divisione del mondo in due blocchi rivali era servita a legittimare una grande alleanza non solo con i paesi dell'Europa e la NATO, ma anche con molti paesi del mondo in via di sviluppo. A partire dalla fine degli anni 1980, i regimi del Patto di Varsavia cominciarono a collassare in rapida successione. La "Caduta del Muro di Berlino" fu vista come un simbolo della caduta dei governi comunisti dell'Europa Orientale. Le relazioni sovietico-americane migliorarono molto nella seconda metà del decennio, con la firma del trattato sulle forze nucleari a medio raggio nel 1987, il ritiro delle forze d'occupazione sovietiche in Afghanistan e delle truppe cubane in Angola.
Questi sviluppi tolsero le motivazioni per fornire sostegno a governi repressivi come quello del Cile e della Corea del Sud, che subirono dei processi di democratizzazione nello stesso periodo che riguardò le nazioni del Patto di Varsavia. Alcuni commentatori statunitensi ritenevano che questo rilassamento nelle relazioni tra le due più grandi potenze della Guerra Fredda dovesse portare a riscuotere un "dividendo di pace", e le spese del governo statunitense destinate alla difesa si sarebbero ridotte drasticamente. Questo argomento andò a perdersi nel dibattito politico con l'inizio della Guerra del Golfo. Il presidente Bush sostenne l'emergere di "un nuovo ordine mondiale... più libero dalla minaccia del terrore, più forte nel perseguimento della giustizia, e più sicuro nella ricerca della pace. Un'era nella quale le nazioni del mondo, Est e Ovest, Nord e Sud, possono prosperare e vivere in armonia."
Le agitazioni nazionaliste per l'indipendenza nei Paesi Baltici, portarono prima la Lituania e quindi Estonia e Lettonia a dichiarare l'indipendenza dall'Unione Sovietica. Il 26 dicembre 1991 l'URSS venne sciolta ufficialmente, spezzandosi nelle quindici parti costituenti. La Guerra Fredda era finita, e il vuoto lasciato dal collasso di alcuni governi, come in Jugoslavia e in Somalia, svelò o riaccese sanguinosi scontri etnici sedati per decenni da governi autoritari. Mentre esisteva una certa riluttanza nell'opinione pubblica statunitense, e anche all'interno del governo, a venire coinvolti in conflitti locali in cui non erano in gioco, o lo erano poco, gli interessi americani; queste crisi servirono come base per il rinnovo delle alleanze occidentali, mentre il comunismo diventava sempre meno rilevante.
Per questo, il presidente Clinton avrebbe dichiarato nel suo discorso inaugurale: "Oggi, mentre un vecchio ordine se ne va, il nuovo mondo è più libero ma meno stabile. Il collasso del comunismo ha fatto avanzare vecchie animosità e nuovi pericoli. Chiaramente l'America deve continuare a guidare il mondo che così tanto abbiamo fatto per costruire."
A partire dalla sua fine, gli USA cercarono di rivitalizzare le strutture istituzionali della Guerra Fredda, in particolare la NATO, oltre che istituzioni multilaterali come il Fondo Monetario Internazionale e la Banca Mondiale, attraverso le quali promuovere riforme economiche in senso capitalistico a livello globale. Per la NATO venne prevista un'espansione iniziale a Ungheria, Polonia e Repubblica Ceca, per poi allargarsi ancora più a est abbracciando addirittura gli stati ex-URSS. In aggiunta, la politica statunitense pose un'enfasi speciale sul neoliberale "Washington Consensus", che si manifestò nel North American Free Trade Agreement (NAFTA), che entrò in vigore nel 1994.
Gli USA compirono spesso delle mosse per sanzionare economicamente nazioni che si diceva sponsorizzassero il terrorismo, fossero impegnate nella proliferazione di armi di distruzione di massa o commettessero gravi violazioni dei diritti umani. Ci fu talvolta consenso per queste mosse, come ad esempio per l'embargo deciso da USA ed Europa sulla vendita di armi alla Repubblica Popolare Cinese, dopo che questa soppresse con la violenza le proteste di piazza Tienanmen del 1989, e per le sanzioni imposte all'Iraq dal Consiglio di Sicurezza dell'ONU, dopo la sua invasione del Kuwait. Il sostegno per altre sanzioni unilaterali, come quelle su Iran e Cuba, fu invece molto limitato, portando il Congresso a imporre misure per punire le aziende straniere che violavano i termini delle leggi statunitensi.
In un numero di Foreign Affairs del 1999, Samuel P. Huntington scrisse che per rinforzare il proprio status nel mondo del dopo Guerra Fredda, "gli Stati Uniti stanno, tra le altre cose tentando, o vengono percepiti come se stessero tentando, più o meno unilateralmente di fare una delle seguenti cose: fare pressione sulle altre nazioni perché adottino i valori americani e delle pratiche che riguardino i diritti umani e la democrazia; impedire ad altre nazioni di acquisire capacità militari che possano contrastare la superiorità convenzionale americana; far valere la legge americana extraterritorialmente nelle altre società; valutare le nazioni secondo la loro aderenza agli standard americani sui diritti umani, droga, terrorismo, proliferazione nucleare, proliferazione missilistica, e ora anche libertà religiosa; applicare sanzioni contro le nazioni che non soddisfano gli standard americani su questi temi; promuovere gli interessi corporativi americani sotto gli slogan del libero commercio e mercati aperti [NAFTA e GATT sono i principali esempi delle iniziative politiche per il libero commercio degli anni 1990]; modellare le politiche della Banca Mondiale e del Fondo Monetario Internazionale per servire i suddetti interessi corporativi; intervenire nei conflitti locali nei quali ha relativamente pochi interessi diretti; ... ; promuovere la vendita di armi americane tentando al tempo stesso di impedire vendite simili da parte di altre nazioni; costringere alle dimissioni il segretario generale dell'ONU e dettare gli appuntamenti del successore; espandere la NATO inizialmente per includere Polonia, Ungheria, e Repubblica Ceca e nessun altro; intraprendere azioni militari contro l'Iraq e successivamente mantenere rigide sanzioni economiche contro tale regime; e catalogare certe nazioni come 'stati canaglia', escludendoli dalle istituzioni globali..."
Max Boot, un altro influente commentatore contemporaneo della politica statunitense, sostiene che il vero obiettivo ambizioso degli USA nel periodo post Guerra Fredda "mira ad instillare la democrazia in terre che hanno conosciuto la tirannia, nella speranza che facendo così si cortocircuitino terrorismo, aggressione militare e proliferazione di armi." E aggiunge: "Questa è un'impresa ambiziosa, della quale l'esempio meglio riuscito sono la Germania, l'Italia e il Giappone del dopo seconda guerra mondiale. In questi casi, l'esercito statunitense aiutò a trasformare dittature militari in pilastri della democrazia liberale —uno degli sviluppi più significativi del ventesimo secolo."

### La guerra del Golfo Persico
La notevole dipendenza del mondo industrializzato dal petrolio, con gran parte delle riserve petrolifere note che si trovano nelle nazioni del Medio Oriente, divenne evidente per gli USA per la prima volta dopo la crisi energetica del 1973 e successivamente dopo la seconda crisi energetica del 1979. Anche se in termini reali durante gli anni 1980 i prezzi del petrolio tornarono a livelli precedenti a quelli del 1973, risultando in una inattesa buona fortuna per le nazioni consumatrici di petrolio (in particolare Nord America, Europa Occidentale e Giappone), le vaste riserve dei principali produttori mediorientali garantirono l'importanza strategica di tale regione. Nei primi anni 1990 la politica del petrolio si dimostrò rischiosa come lo era agli inizi degli anni 1970.
Un conflitto in Medio Oriente innescò una nuova crisi internazionale il 2 agosto 1990, quando l'Iraq invase e tentò di annettersi il confinante Kuwait, per renderlo la sua diciannovesima provincia. Poco prima dell'invasione, l'Iraq si lamentò con il Dipartimento di Stato degli Stati Uniti per le "perforazioni inclinate" del Kuwait. Questo avveniva da anni, ma ora l'Iraq aveva bisogno dei proventi del petrolio per pagare i debiti della Guerra Iran-Iraq e evitare una crisi economica. Saddam Hussein ordinò alle truppe di recarsi sul confine kuwaitiano, creando allarme per la prospettiva di una invasione. April Glaspie, ambasciatore statunitense in Iraq, si incontrò con Saddam in una riunione di emergenza, dove il presidente iracheno dichiarò la sua intenzione di proseguire i colloqui. Iraq e Kuwait si incontrarono per un'ultima sessione di negoziati, che fallirono. Saddam ordinò quindi alle sue truppe di entrare in Kuwait.
I funzionari statunitensi temevano che il presidente iracheno fosse sull'orlo di un conflitto armato con l'Arabia Saudita, ricca di petrolio e stretta alleata degli USA fin dagli anni 1940. Il mondo occidentale condannò l'invasione come un atto di aggressione; il presidente statunitense George H.W. Bush paragonò Saddam a Hitler e dichiarò che se gli USA e la comunità internazionale non avessero agito, le aggressioni sarebbero state incoraggiate anche in altre parti del mondo.
USA e Regno Unito, due dei cinque membri permanenti del Consiglio di Sicurezza delle Nazioni Unite, convinsero quest'ultimo a dare all'Iraq un ultimatum per lasciare il Kuwait. Il mondo occidentale era determinato a non lasciare che le riserve petrolifere kuwaitiane cadessero nelle mani di Saddam, temendo che ciò avrebbe avuto un grave impatto sull'economia globale. Saddam all'epoca stava spingendo le nazioni esportatrici di petrolio ad alzare i prezzi e abbassare la produzione. Gli occidentali, comunque, ricordarono gli effetti destabilizzanti dell'embargo del petrolio arabo negli anni 1970.
Saddam ignorò l'ultimatum e il Consiglio di Sicurezza dichiarò guerra all'Iraq. Il conflitto ebbe inizio nel gennaio 1991, con le truppe statunitensi che componevano il grosso della coalizione che partecipò all'Operazione Desert Storm. Nel momento in cui le truppe irachene si ritirarono dal Kuwait, a fine febbraio, l'Iraq aveva subito perdite stimate in 20.000 soldati, con alcune fonti che citano fino a 100.000 vittime irachene.

## L'amministrazione Clinton
Cavalcando il successo della Guerra del Golfo, Bush godette di un elevato gradimento per il suo operato come presidente. Comunque, i problemi economici afflissero la sua amministrazione, e con l'entrata di Ross Perot nella campagna elettorale per le presidenziali del 1992, Bush si trovò in posizione perdente nella gara a tre tra lui, il candidato indipendente Perot e il candidato Democratico Bill Clinton.
Clinton entrò in carica come uno dei più giovani presidenti della storia statunitense, e come primo della generazione del baby boom a raggiungere la Casa Bianca. Promettendo di concentrarsi su alcuni dei molti problemi interni degli Stati Uniti e di risolverli, entrò in carica tra molte aspettative, nonostante avesse ricevuto solo il 43% del voto popolare. Venne comunque immediatamente investito da controversie circa il retroterra personale di alcuni dei suoi nominati e da scontri politici che nascevano dal suo annuncio che avrebbe permesso agli omosessuali dichiarati di servire nell'esercito.
Nel 1993 questi eventi sembrarono tracciare il percorso di un uomo che sarebbe diventato uno dei presidenti più controversi, considerato con grande affetto da alcuni e detestato da altri. La sua proposta del 1994 per un sistema di assistenza sanitaria nazionale, sostenuto da sua moglie Hillary Rodham Clinton, scatenò una tempesta politica a destra, dove venne vigorosamente contrastato in base al principio generale che le dimensioni del governo devono essere ridotte e non aumentate. Il sistema proposto non sopravvisse al dibattito.

### Il congresso repubblicano

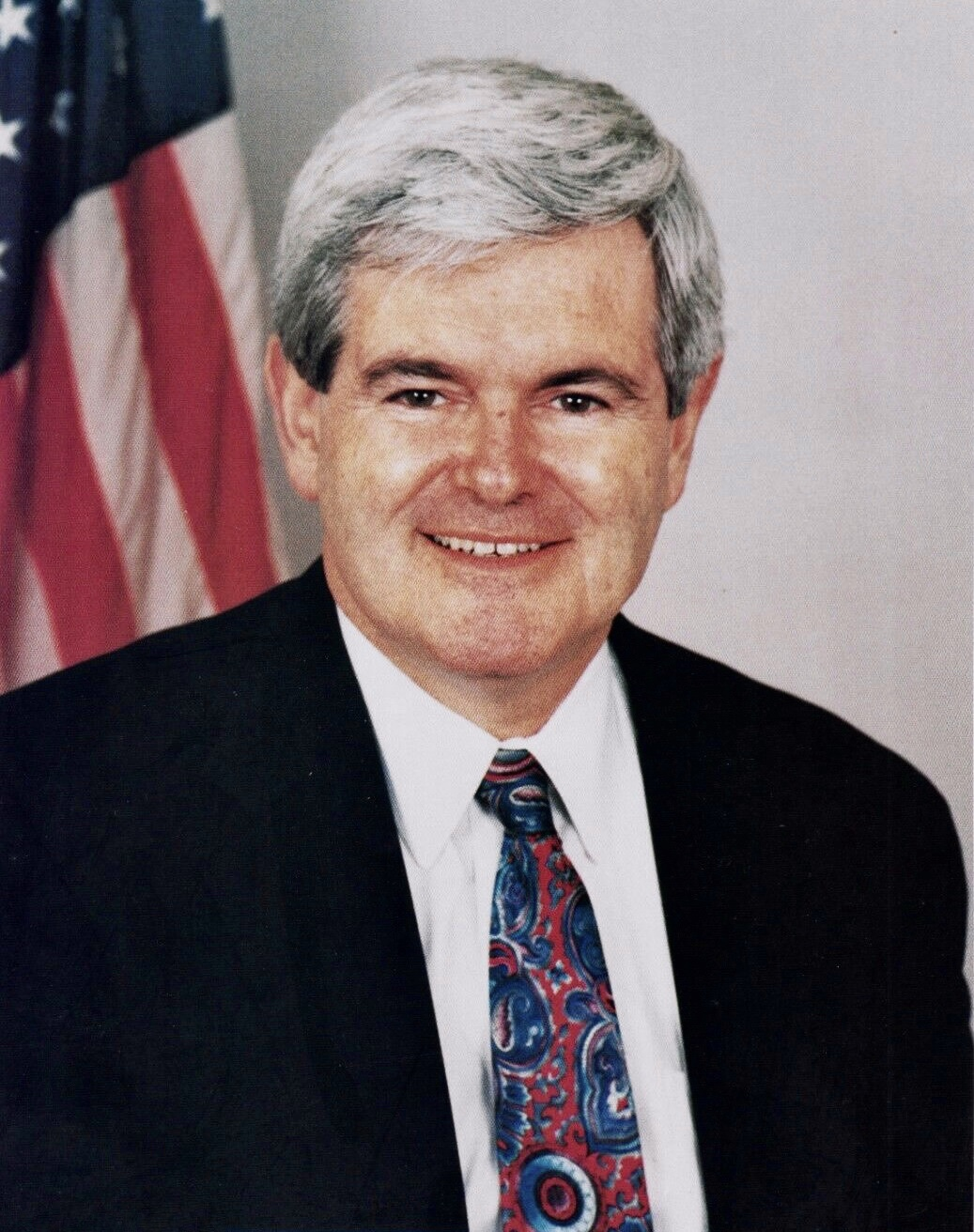
Newt Gingrich

Il New Deal, la Grande Società, e lo Scandalo Watergate aiutarono a solidificare il controllo Democratico al Congresso, ma gli anni 1980 e i primi anni 1990 furono un periodo di frammentazione di tale coalizione, dove la popolarità dei parlamentari democratici mascherava il crescente disincanto verso le capacità di governo del Congresso. I democratici persero improvvisamente il controllo della Camera dei Rappresentanti e del Senato per la prima volta in quattro decenni durante le elezioni di medio termine del 1994 (fu la cosiddetta Rivoluzione Repubblicana). Una volta al potere, i repubblicani guidati da Newt Gingrich (a destra), affrontarono le difficoltà del governo dopo quarant'anni di minoranza parlamentare, mentre al tempo stesso cercavano di rispettare il loro "Contratto con l'America", che presentarono sulla scalinata del Congresso nel settembre 1994.
Anno dopo anno, a Washington crebbe la polarizzazione tra il presidente e i suoi avversari di destra, i repubblicani che assunsero la maggioranza alla Camera e al Senato nel gennaio 1995 e elessero Newt Gingrich come portavoce della Camera. Ci fu un aumento nel mercato dei nuovi media che diede più voce alla destra. Il talk show radiofonico di Rush Limbaugh fu un successo spettacolare e una grossa influenza nella vittoria dei repubblicani alle legislative. Il The Weekly Standard nacque nel 1995 e dopo l'elezione di George W. Bush si sarebbe presentato come la pubblicazione più letta alla Casa Bianca. Questi nuovi media amplificarono i sempre più chiassosi litigi, portando alcuni a parlare di un nuovo "scontro tra culture" nella politica statunitense. Le voci più estreme della destra svoltarono decisamente verso la totale ostilità al governo, in particolare dopo la pasticciata incursione dell'ATF contro i Davidiani di Waco (Texas), ma vennero in qualche modo successivamente screditate dopo l'attentato di Oklahoma City, dell'aprile 1995, compiuto da Timothy McVeigh e Terry Nichols.
Assieme al forte supporto dei tradizionali democratici e liberali, Clinton fu in grado di raccogliere anche il supporto dei moderati che apprezzavano le sue politiche centriste, che si allontanavano dall'espansione dei servizi governativi del New Deal e della Grande società e gli permisero di "triangolare", togliendo ai repubblicani i principali motivi di dibattito. Esempi di questi compromessi furono la legislazione per la riforma del welfare che venne approvata in legge nel 1996, la quale richiedeva ai fruitori dell'assistenza di dover lavorare, come condizione per ricevere i benefici, e imponeva limiti su quanto a lungo gli individui potessero ricevere gli assegni. Clinton perseguì anche delle rigide misure federali anticrimine, impiegando più stanziamenti federali verso la guerra alla droga, e chiedendo il reclutamento di 100.000 nuovi agenti di polizia. Alla fine della sua amministrazione, il governo federale era vicino a un surplus di bilancio per la prima volta in trent'anni.
Clinton venne rieletto nel 1996, sconfiggendo il senatore repubblicano Bob Dole e Ross Perot.
Molti elettori nel 1992 e nel 1996 si erano dimostrati disposti a sorvolare sulle voci di relazioni extraconiugali di Clinton, ritenendole irrilevanti. Queste faccende comunque divennero importanti nel febbraio 1998, quando affiorarono rapporti riguardanti una relazione in corso tra Clinton e una stagista della Casa Bianca, Monica Lewinsky. Inizialmente Clinton negò vigorosamente la relazione; "Non ho avuto rapporti sessuali con quella donna, la Signora Lewinsky". Sua moglie Hillary descrisse le accuse come fraudolente e provenienti da una "vasta cospirazione di destra". Clinton venne in seguito costretto a rivedere le sue affermazioni in agosto, dopo che il caso Lewinsky venne indagato dal procuratore indipendente Kenneth Starr, che aveva studiato per anni diverse accuse di passati cattivi comportamenti di Clinton. Poiché le smentite di Clinton si estendevano a una deposizione davanti all'ufficio di Starr, alla Camera dei Rappresentanti vennero avviati i procedimenti per l'impeachment nei confronti del presidente con l'accusa di falsa testimonianza.
L'affare raggiunse il climax quando Clinton, dopo l'impeachment della Camera, non venne condannato al processo del Senato, con un contraccolpo negativo che costrinse Newt Gingrich a dimettersi dopo i deludenti risultati delle elezioni di medio termine del 1998, e un'opinione pubblica imbarazzata e stanca dello scandalo sembrò essere ampiamente soddisfatta di aver risolto la cosa.

### Globalizzazione e "new economy"
Il mandato di Clinton verrà ricordato per l'attenzione ai problemi interni della nazione. Gli anni del periodo 1994-2000 testimoniarono l'emergere di ciò che molti commentatori chiamarono la "New Economy", l'incremento relativamente alto della produzione reale, bassi tassi di inflazione e un crollo del tasso di disoccupazione sotto la soglia del 5%. Internet e le tecnologie correlate ebbero la prima ampia penetrazione nell'economia, portando ad una bolla speculativa, spinta dalle imprese tecnologiche, a Wall Street, che l'ex presidente della Federal Reserve, Alan Greenspan, descrisse nel 1996 come "irrazionale esuberanza".
Dopo la dissoluzione dell'Unione Sovietica nel 1991, gli USA erano la potenza militare dominante a livello mondiale e il Giappone, talvolta visto come il principale rivale economico degli USA, si trovava in un periodo di stagnazione. La Cina stava emergendo come principale competitore commerciale degli Stati Uniti in sempre più aree. Conflitti locali come quelli di Haiti e nei Balcani spinsero Clinton a inviare truppe statunitensi in azioni di peacekeeping, ravvivando la controversia del periodo della Guerra Fredda, sul fatto se fare da poliziotti per il resto del mondo fosse il giusto ruolo degli USA. I radicali islamici minacciavano a gran voce assalti agli USA per la loro perdurante presenza militare nel Medio Oriente, e inscenarono il primo attacco al World Trade Center di New York nel 1993, oltre a diversi altri attacchi mortali agli interessi statunitensi all'estero.
L'immigrazione, proveniente principalmente da America Latina ed Asia, crebbe durante gli anni 1990, gettando le fondamenta di un grande cambiamento nella composizione demografica della popolazione statunitense dei decenni a venire, come ad esempio la popolazione ispanica che sostituisce quella afro-americana come principale minoranza.

## L'amministrazione di George W. Bush
Le elezioni presidenziali del 2000 furono al centro di intense controversie, che portarono in ultimo a una decisione della Corte Suprema in Bush vs. Gore dove la Corte si espresse con un voto di 5 a 4 in favore del primo. George W. Bush giurò come presidente il 20 gennaio 2001. I primi otto mesi del suo mandato furono relativamente privi di eventi; comunque, era diventato chiaro che il boom economico della fine degli anni 1990 era giunto alla fine. Il 2001 venne afflitto da nove mesi di recessione, che testimoniarono la fine della psicologia del boom e dei suoi risultati, con la produzione in crescita solo dello 0,3% e un sostanzioso incremento nella disoccupazione e nei fallimenti. Il presidente Bush approvò un consistente taglio delle tasse federali, con l'intento di rivitalizzare l'economia.

### Gli attacchi terroristici del settembre 2001

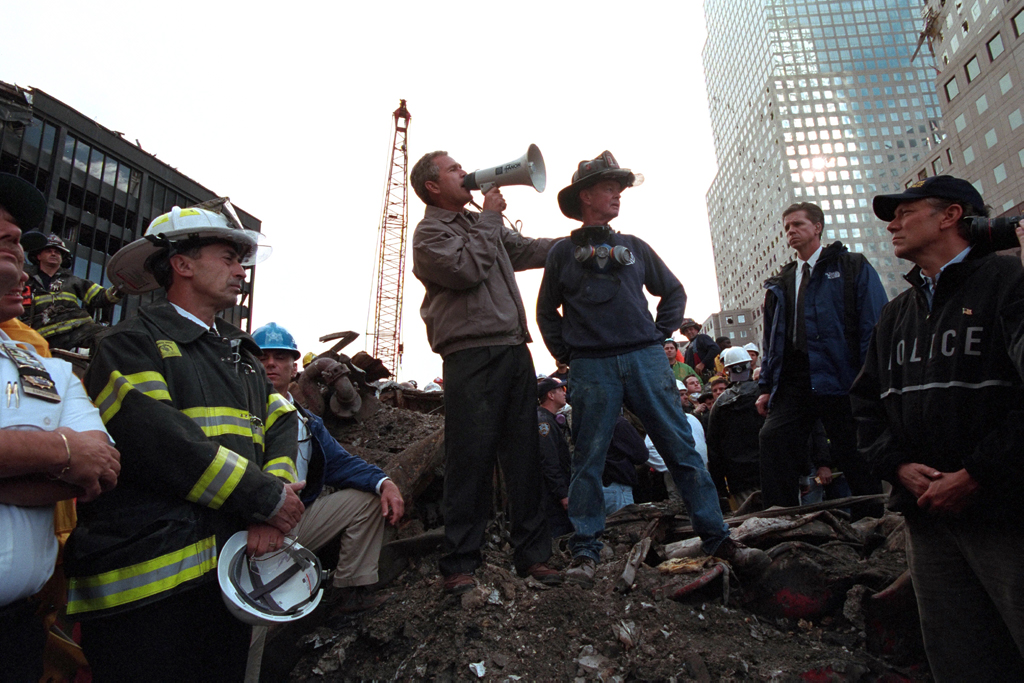
Il Presidente Bush parla ai soccorritori a Ground Zero il 14 settembre 2001: "Vi posso sentire. Il resto del mondo vi sente. E le persone che hanno abbattuto questi palazzi presto ci ascolteranno tutti"

La mattina dell'11 settembre 2001, quattro aerei di linea vennero dirottati. Due di essi vennero fatti schiantare nelle torri del World Trade Center di New York e un terzo nel Pentagono di Arlington (Virginia), distruggendo entrambe le torri e uccidendo poco meno di 3.000 persone. Il quarto aereo si schiantò nella Pennsylvania Meridionale, dopo che alcuni passeggeri lottarono contro i dirottatori e si ritiene che abbiano provocato lo schianto. L'immenso shock, la tristezza e la rabbia provocati dagli attacchi alterarono profondamente l'umore della nazione; Osama bin Laden e i suoi terroristi di al-Qāʿida rivendicarono l'attacco e il presidente Bush dichiarò la "guerra al terrorismo" (war on terror).
Il Congresso approvò diverse misure per proteggersi da futuri attacchi, compresa la creazione del Dipartimento della Sicurezza Interna degli Stati Uniti e l'approvazione dello USA PATRIOT Act, che venne criticato da gruppi quali l'American Civil Liberties Union. La risposta militare degli Stati Uniti fu l'Invasione statunitense dell'Afghanistan, il 7 ottobre 2001, che aveva come obiettivo al-Qāʿida e il governo dei Talebani che gli aveva fornito supporto e ospitalità. Agli USA si unì una coalizione di forze provenienti da più di una dozzina di nazioni, che riuscì nel rimuovere i talebani dal potere, anche se continuano i combattimenti tra le forze della coalizione e diverse fazioni afgane.
All'indomani dell'11 settembre, il PIL accrebbe del 2,8%. Nella seconda metà del 2002 si presentò un più importante problema a medio termine, il pesante declino della borsa, alimentato in parte dall'esposizione degli scandali finanziari nel 2002, dovuti a dubbie operazioni finanziarie di grandi compagnie. Un secondo problema fu la disoccupazione, che ebbe il più lungo periodo di crescita mensile dagli anni della Grande depressione. La robustezza del mercato da un lato, combinata con il tasso di disoccupazione dall'altro, porto alcuni economisti e politici a definire la situazione come un "jobless recovery", cioè un momento dove all'andamento economico positivo non corrisponde un incremento dell'occupazione. Comunque gli Stati Uniti tra il 2003 ed il 2005 ebbero una significativa ripresa economica dalla recessione post 11 settembre, che alcuni attribuiscono alla politica presidenziale di taglio delle imposte, altri alla rivitalizzazione dell'industria bellica causata dalle nuove guerre in Medio Oriente.

### Guerra in Iraq

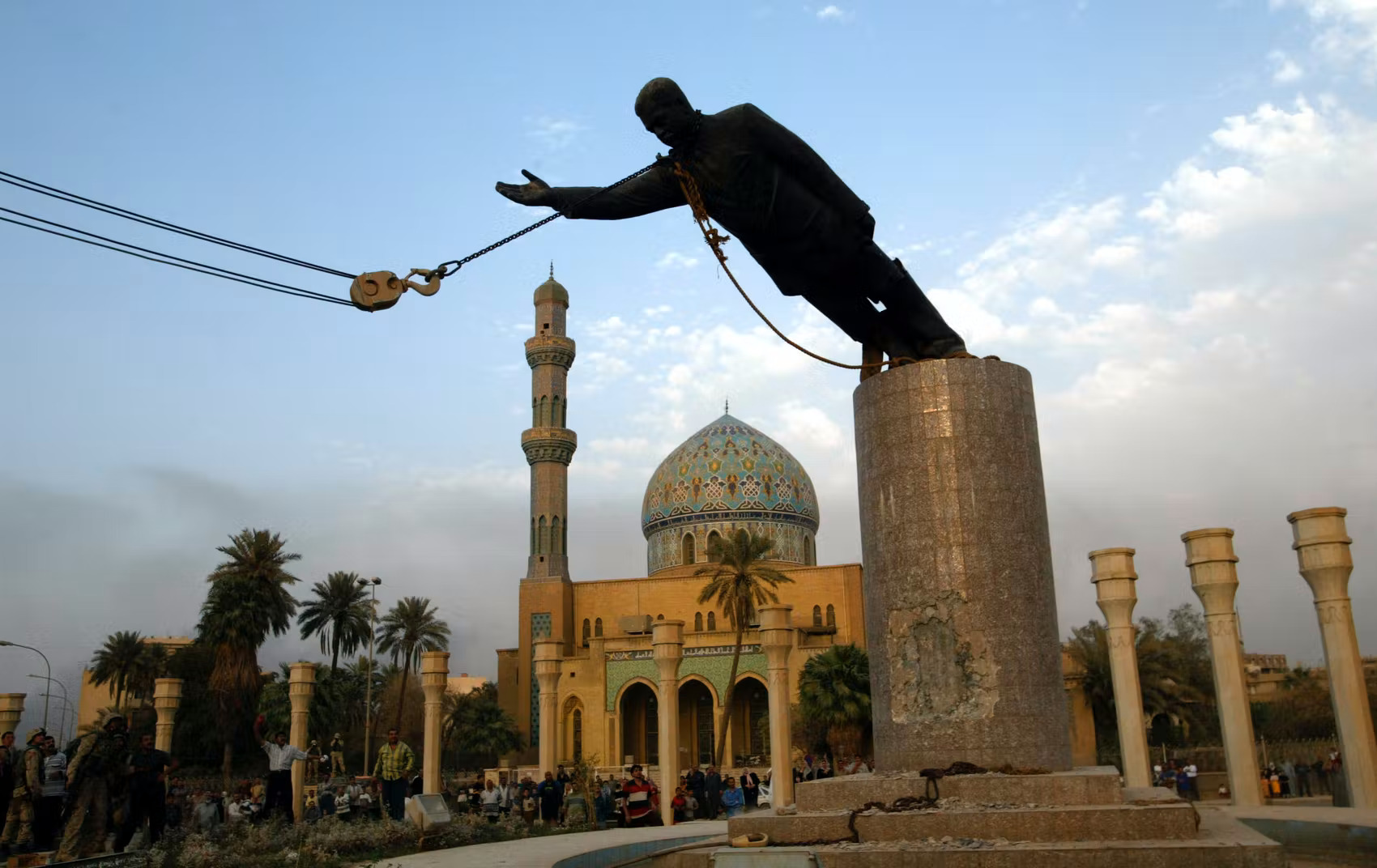
Abbattimento della statua di Saddam Hussein in piazza Firdos dopo l'invasione (9 aprile 2003)

Durante il discorso sullo Stato dell'Unione del gennaio 2002, Bush denominò l'Iran, l'Iraq e la Corea del Nord, l'"asse del male", accusandoli di dare supporto al terrorismo cercando di reperire armi di distruzione di massa. L'amministrazione Bush iniziò a far diventare i suoi progetti di pubblico dominio parlando dell'invasione all'Iraq, sulla base del fatto che Saddam Hussein fosse un sostenitore del terrorismo fondamentalista e che avesse violato il cessate il fuoco imposto nel 1991 dalle Nazioni Unite e possedesse armi biologiche, chimiche e nucleari.
Gran parte degli alleati americani, tra cui, India, Giappone, Turchia, Nuova Zelanda, Francia, Germania e Canada non credevano che le accuse di Bush fossero abbastanza fondate per giustificare una invasione su larga scala, in particolare perché il personale militare era ancora richiesto per ristabilire la situazione in Afghanistan.
Infatti, il Consiglio di Sicurezza delle Nazioni Unite non approvò l'invasione ma l'amministrazione perseguì nella sua politica unilaterale inviando il 20 marzo del 2003 una potente forza militare, supportata da una coalizione di alleati che includeva la Gran Bretagna, l'Italia, l'Australia, la Polonia e la Spagna.
Dopo sei settimane di combattimento tra le truppe della coalizione e l'esercito iracheno, le prime si erano assicurate il controllo di molte regioni chiave; Saddam aveva lasciato il suo palazzo, il suo regime era chiaramente giunto al termine. Il 1º maggio Bush dichiarò, sotto un cartello che recitava "missione compiuta", che le principali operazioni terrestri erano in via di conclusione. I figli di Saddam Hussein, Qusay e Uday, vennero uccisi da truppe statunitensi e lo stesso Saddam venne catturato nel dicembre 2003 e preso in custodia. Cionondimeno, i combattimenti contro gli insorti iracheni continuarono e crebbero durante il periodo delle Elezioni presidenziali statunitensi del 2004 e oltre.
Con le perdite in aumento e il costo dell'invasione e ricostruzione dell'Iraq stimato in oltre 200 miliardi di dollari, la guerra ha perso circa un terzo dei suoi sostenitori negli USA a partire dall'annuncio della fine delle operazioni principali. Sondaggi recenti suggeriscono che il malcontento internazionale nei confronti degli USA è ai massimi storici, con la maggioranza della popolazione europea che ritiene che gli USA siano troppo potenti e agiscano principalmente per i propri interessi, e una vasta maggioranza nelle nazioni a prevalenza musulmana che credono che gli Stati Uniti siano arroganti, guerrafondai o disposti all'odio nei confronti dell'Islam. 
George W. Bush venne rieletto nel novembre 2004, sconfiggendo il candidato democratico John Kerry e ottenendo il 51% del voto popolare. I repubblicani guadagnarono posizioni in entrambe le camere del Congresso, contrariamente alle tendenze mostrate nelle precedenti elezioni di medio termine.

### Gli uragani della costa del Golfo del 2005

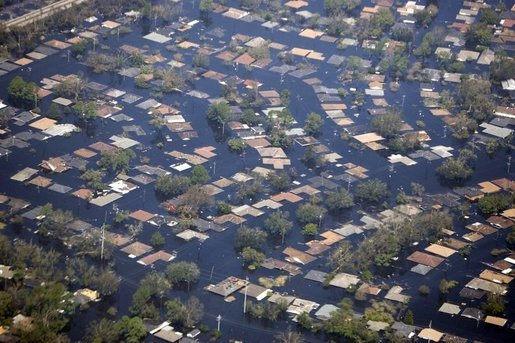
Inondazioni provocate dall'Uragano Katrina.

In agosto e settembre del 2005, due potenti uragani, Katrina e Rita, colpirono la regione costiera del Golfo del Messico. Katrina ruppe gli argini di New Orleans e inondò l'80% della città. Massicce devastazioni e inondazioni si ebbero tra Mobile (Alabama) e Beaumont (Texas), con le rive del Mississippi colpite in modo particolarmente duro. Almeno mille vite vennero perse nella peggiore calamità naturale dal Terremoto di San Francisco del 1906. Strutture portuali, impianti petroliferi e raffinerie della regione vennero danneggiati, aumentando ulteriormente i già alti prezzi del carburante.
Gli abitanti di New Orleans, molti dei quali erano impoveriti e incapaci (o non disposti) a evacuare prima della tempesta, rimasero intrappolati per giorni nella città alluvionata. Migliaia dovettero essere soccorsi dall'esercito, dai tetti delle loro case o da rifugi pericolosi e dalle scarse condizioni igieniche posti in edifici pubblici.
Le autorità locali e statali furono sopraffatte dalla magnitudine dell'evento. La loro risposta al disastro, così come quella del governo federale, venne duramente criticata da legislatori e cittadini, che videro nella confusione una pericolosa impreparazione e incapacità a preservare la sicurezza pubblica. Il presidente Bush promise che il governo federale avrebbe sottoscritto la ricostruzione di New Orleans e delle altre aree danneggiate, il costo della quale venne stimato poter arrivare fino a 200 miliardi di dollari.

## L'amministrazione Obama
Nell'autunno 2008, nel pieno della Grande recessione, le elezioni furono vinte per la prima volta da un afroamericano: Barack Obama, nativo delle Hawaii. Gli anni del primo mandato furono segnati da critiche sulla politica interna, nonché da un fatto eclatante: il 2 maggio 2011, una squadra militare della Navy SEAL uccise il terrorista Osama Bin Laden sotto ordine dello stesso presidente. Nel 2012 Obama fu però confermato. Anche il secondo quadriennio non mancò di attirare polemiche, per esempio riguardanti i numerosi omicidi di afroamericani per mano delle forze di polizia. Alla fine del 2016, terminati gli 8 anni di mandato, Obama è sostituito da Donald Trump, vincitore del voto.

## L'amministrazione Trump
Per la prima volta nella storia venne eletto un miliardario, Donald Trump, nelle elezioni del novembre 2016. A gennaio 2017 iniziò la sua amministrazione. È uno dei presidenti controversi sia dal punto di vista diplomatico sia dal punto di vista politico-economico. Nel 2020 venne sconfitto dal democratico Biden, che secondo le altre fonti c'è il complotto sui brogli elettorali, altre fonti non chiare su Ucrainagate o su Russiagate. La sua presidenza, nonostante le numerose proteste e scontri nel paese a tuttora, è passato a Joe Biden il 20 gennaio 2021.

## L'amministrazione Biden
La presidenza di Joe Biden è passata nella storia, come uno dei più controversi, contro l'ex presidente Trump per dei presunti complotti come il QAnon o delle proteste sulla Grande Bugia. È il secondo presidente cattolico, il suo omologo precedente cattolico è stato John Fitzgerald Kennedy.